# Milán-San Remo 1927
La Milán-San Remo 1927 fue la 20.ª edición de la Milán-San Remo. La carrera se disputó el 3 de abril de 1927. El vencedor final el italiano Pietro Chesi.

## Clasificación final
| Posición | Ciclista            | Equipo          | Tiempo     |
| -------- | ------------------- | --------------- | ---------- |
| 1        | Pietro Chesi        | -               | 9h 43' 00" |
| 2        | Alfredo Binda       | Legnano-Pirelli | + 9' 00"   |
| 3        | Domenico Piemontesi | Bianchi         | m. t.      |
| 4        | Arturo Bresciani    | Bianchi         | + 12' 00"  |
| 5        | Heiri Suter         | Olympique       | m. t.      |
| 6        | Antonio Negrini     | Wolsit-Pirelli  | m. t.      |
| 7        | Giuseppe Pancera    | Berettini       | m. t.      |
| 8        | Federico Gay        | Mifa            | m. t.      |
| 9        | Giovanni Brunero    | Legnano-Pirelli | m. t.      |
| 10       | Aristide Cavallini  | -               | m. t.      |